# Socialistische Arbeiderspartij van Kroatië
De Socialistische Arbeiderspartij van Kroatië (Kroatisch: Socijalistička radnička partija Hrvatske) is een kleine Kroatische politieke partij zonder parlementaire vertegenwoordiging. Zij wordt gezien als de meest linkse partij in de Kroatische politiek.

## Ideologie
Theoretisch gezien is de partij een samensmelting van verschillende linkse ideologieën. Feitelijk wordt zij beschreven als een democratisch-socialistische, eurocommunistische partij beïnvloed door luxemburgisme, titoïsme en Nieuw Links.
De partij legt nadruk op volgens haar belangrijke democratische werkvloer en parecon.
Zij zegt de eer van de Joegoslavische verzetsbewegingen tijdens de Tweede Wereldoorlog hoog in het vaandel te houden.

## Propaganda
Het officiële nieuwsblad is Nieuws van Links (Kroatisch: Novosti s ljevice).
De partij in Split heeft haar eigen nieuwsblad, de Anjelier (Kroatisch: Gariful) genaamd.

## Geschiedenis
De partij werd in 1997 door een groep links georiënteerden rond de krant Kroatisch Links (Kroatisch: Hrvatska ljevica) en haar hoofdredacteur Stipe Šuvar opgezet. SRP vulde het vacuüm aan de linkse kant van de Kroatische politiek nadat de Sociaaldemocratische Partij van Kroatië minder populair werd en de Sociaal Democratische Actie van Kroatië naar het midden verschoof.
De eerste verkiezingen waaraan ze meedeed waren de parlementsverkiezingen in 2000. De partij kreeg 18.863 stemmen (0,66%).
Na de verkiezingen trok een groep leden weg uit haar jeugdafdeling de Jonge Socialisten om het Groene Links van Kroatië te vormen.
In etnisch gemixte gemeenschappen zoals Daruvar, Donji Lapac en Vrhovine wist de SRP in 2002 enkele zetels te krijgen.
De partij deed ook mee aan de volgende parlementsverkiezingen. Zij kreeg 15.515 stemmen (0,59%).
In 2004 trad de partijleider Stipe Šuvar af en werd Ivan Plješa de partijleider.
Kort daarna verliet een kleine groep leden de partij om de Socialistische Partij van Kroatië - Links Alternatief te vormen, een minder radicale partij.
Tijdens de laatste verkiezingen in 2004 sloot de SRP zich aan bij de Sociaaldemocratische Unie van Kroatië, het Groene Links van Kroatië en de Kroatische Groenen, maar noch in de lokale noch in de provinciale Assemblees kregen zij zetels.

## Overig
- De jeugdafdeling van de SRP zijn de Jonge Socialisten.
- Onder de aanhangers van deze partij zijn enkele beroemde Kroatische "intellectuelen" zoals Predrag Matvejević, Slobodan Šnajder, Lordan Zafranović en Rade Šerbedžija, Izet Hajdarhodžić.

## Partijleiders
- Partijleider: Vlado Bušić
- Vicepartijleider: Mario Jarki
- Vicepartijleider: Hinko Seglin